# 해럴드 라스웰

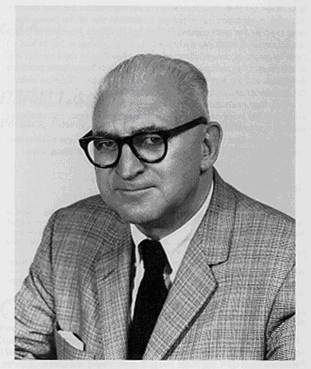

해럴드 라스웰(Harold Dwight Lasswell, 1902년 2월 13일 ~ 1978년 12월 18일)은 미국의 정치학자이자 커뮤니케이션 이론가이다. 그는 시카고 학파의 회원이자 예일 대학교의 교수였으며 미국 정치학회 및 미국 예술과학협회의 회장을 역임했다. 그는 1941년 투고문을 통해 병영국가(The Garrison State)라는 개념을 창조한바 있다.